# Littorophiloscia amphiindica
Littorophiloscia amphiindica är en kräftdjursart som beskrevs av Stefano Taiti och Franco Ferrara 1986. Littorophiloscia amphiindica ingår i släktet Littorophiloscia och familjen Philosciidae. Inga underarter finns listade i Catalogue of Life.